# Liste des monuments historiques de Saint-Brieuc
Ce tableau présente la liste de tous les monuments historiques classés ou inscrits dans la ville de Saint-Brieuc, Côtes-d'Armor, en France.

## Liste
| Monument | Adresse                                                                   | Coordonnées                        | Notice         | Protection     | Date             | Illustration |
| --- | ------------------------------------------------------------------------- | ---------------------------------- | -------------- | -------------- | ---------------- | --- |
| Caisse d'épargne | 18 rue de Rohan                                                           | 48° 30′ 47″ nord, 2° 45′ 46″ ouest | « PA00135256 » | Inscrit        | 1995             | Caisse d'épargne |
| Cathédrale Saint-Étienne | Place du Martray                                                          | 48° 30′ 51″ nord, 2° 45′ 51″ ouest | « PA00089582 » | Classé         | 1906             | Cathédrale Saint-Étienne |
| Croix Mathias | Rue Quintin Boulevard Charner                                             | 48° 30′ 32″ nord, 2° 46′ 18″ ouest | « PA00089583 » | Inscrit        | 1964             | Croix Mathias |
| Église Saint-Michel | Place Saint-Michel                                                        | 48° 30′ 59″ nord, 2° 45′ 23″ ouest | « PA22000043 » | Inscrit        | 2014             | Église Saint-Michel |
| Boulevards Waldeck-Rousseau, La Chalotais, Sévigné et Harel de la Noë Ensemble des ouvrages de soutènement (murs, piles, contreforts), de franchissement (pont de la Côte Vendel), d'encorbellement et de protection (garde-corps) de l'ancien réseau ferroviaire départemental établi sur les boulevards | Boulevards Waldeck-Rousseau, La Chalotais, Sévigné et Harel de la Noë     | 48° 30′ 55″ nord, 2° 45′ 06″ ouest | « PA22000044 » | Inscrit        | 2014,            | Boulevards Waldeck-Rousseau, La Chalotais, Sévigné et Harel de la Noë Ensemble des ouvrages de soutènement (murs, piles, contreforts), de franchissement (pont de la Côte Vendel), d'encorbellement et de protection (garde-corps) de l'ancien réseau ferroviaire départemental établi sur les boulevards |
| Fontaine Saint-Brieuc | Rue Rufflet                                                               | 48° 31′ 00″ nord, 2° 46′ 08″ ouest | « PA00089584 » | Classé         | 1928             | Fontaine Saint-Brieuc |
| Gare de Saint-Brieuc-Centrale | 1 Boulevard Waldeck-Rousseau                                              | 48° 30′ 42″ nord, 2° 45′ 19″ ouest | « PA22000045 » | Inscrit        | 2014             | Gare de Saint-Brieuc-Centrale |
| Grand séminaire | 18 rue de Genève                                                          | 48° 31′ 02″ nord, 2° 44′ 17″ ouest | « PA00135257 » | Inscrit        | 1995             | Grand séminaire |
| Hôtel de Bellecyse | 18 rue de la Préfecture                                                   | 48° 30′ 51″ nord, 2° 45′ 48″ ouest | « PA00089585 » | Classé         | 1970             | Hôtel de Bellecyse |
| Hôtel des Ducs de Bretagne | 15 rue Fardel                                                             | 48° 30′ 54″ nord, 2° 45′ 54″ ouest | « PA00089586 » | Classé         | 1889             | Hôtel des Ducs de Bretagne |
| Hôtel de Rohan | 2 rue Saint-Goueno                                                        | 48° 30′ 50″ nord, 2° 45′ 46″ ouest | « PA00089587 » | Inscrit        | 1935             | Hôtel de Rohan |
| Immeuble | 23 rue du Maréchal-Foch                                                   | 48° 30′ 55″ nord, 2° 45′ 38″ ouest | « PA00089598 » | Inscrit        | 1971             | Immeuble |
| Maison | 17 rue Fardel                                                             | 48° 30′ 54″ nord, 2° 45′ 54″ ouest | « PA00089588 » | Inscrit        | 1926             | Maison |
| Maison | 21 rue Fardel                                                             | 48° 30′ 54″ nord, 2° 45′ 55″ ouest | « PA00089589 » | Inscrit        | 1926             | Maison |
| Maison | 32 rue Fardel                                                             | 48° 30′ 55″ nord, 2° 45′ 57″ ouest | « PA00089590 » | Inscrit        | 1940             | Maison |
| Maison | 34 rue Fardel                                                             | 48° 30′ 55″ nord, 2° 45′ 57″ ouest | « PA00089591 » | Inscrit        | 1940             | Maison |
| Maison | 16 rue du Gouët                                                           | 48° 30′ 57″ nord, 2° 45′ 47″ ouest | « PA00089592 » | Classé         | 1928             | Maison |
| Maison | 22 rue du Gouët                                                           | 48° 30′ 57″ nord, 2° 45′ 48″ ouest | « PA00089593 » | Inscrit        | 1964             | Maison |
| Maison | 44 rue du Gouët                                                           | 48° 31′ 00″ nord, 2° 45′ 50″ ouest | « PA00089594 » | Inscrit Abrogé | 1964 2016        | Maison |
| Maison | 48 rue du Gouët                                                           | 48° 31′ 00″ nord, 2° 45′ 50″ ouest | « PA00089595 » | Inscrit Abrogé | 1964 2016        | Maison |
| Maison | 6 rue Houvenagle                                                          | 48° 30′ 54″ nord, 2° 45′ 46″ ouest | « PA00089596 » | Inscrit        | 1963             | Maison |
| Maison | 9 rue de la Quinquaine                                                    | 48° 30′ 54″ nord, 2° 45′ 52″ ouest | « PA00089600 » | Inscrit        | 1935             | Maison |
| Maison d'angle à pans de bois | 2 place de la Préfecture 15 place du Martray 2 place du Général-de-Gaulle | 48° 30′ 52″ nord, 2° 45′ 52″ ouest | « PA00089599 » | Inscrit        | 1935             | Maison d'angle à pans de bois |
| Maison Le Ribeault | 1 place au Lin                                                            | 48° 30′ 49″ nord, 2° 45′ 44″ ouest | « PA00089597 » | Inscrit Classé | 1927 1930        | Maison Le Ribeault |
| Manoir de Qui-Qu'en-Grogne | 3 place du Général-de-Gaulle                                              | 48° 30′ 49″ nord, 2° 45′ 54″ ouest | « PA00089601 » | Inscrit        | 1926             | Manoir de Qui-Qu'en-Grogne |
| Pont des Courses | Chemin des courses                                                        | 48° 31′ 06″ nord, 2° 43′ 27″ ouest | « PA22000056 » | Inscrit        | 2018             | Pont des Courses |
| Tertre Aubé | Rue du Tertre Aubé                                                        | 48° 30′ 50″ nord, 2° 45′ 40″ ouest | « PA22000037 » | Inscrit        | 17 décembre 1925 | Image manquante Téléverser |
| Petit Théâtre de La Passerelle, scène nationale de Saint-Brieuc | 1 place de la Résistance                                                  | 48° 30′ 50″ nord, 2° 45′ 40″ ouest | « PA22000002 » | Inscrit        | 1996             | Petit Théâtre de La Passerelle, scène nationale de Saint-Brieuc |
| Tour de Cesson | 1 chemin de l'Écluse                                                      | 48° 31′ 43″ nord, 2° 43′ 23″ ouest | « PA00089603 » | Inscrit        | 1926             | Tour de Cesson |
| Tour du Saint-Esprit | Dans la cour de la préfecture                                             | 48° 30′ 50″ nord, 2° 45′ 55″ ouest | « PA00089602 » | Inscrit        | 1926             | Tour du Saint-Esprit |
| Viaduc de Douvenant (également sur la commune de Langueux) |                                                                           | 48° 31′ 00″ nord, 2° 43′ 08″ ouest | « PA22000057 » | Inscrit        | 2018             | Viaduc de Douvenant(également sur la commune de Langueux) |
| Viaduc de Souzain (également sur la commune de Plérin) (détruit en 1995) |                                                                           | 48° 31′ 24″ nord, 2° 45′ 44″ ouest | « PA00125341 » | Inscrit Abrogé | 1993 2016        | Viaduc de Souzain(également sur la commune de Plérin)(détruit en 1995) |
| Viaduc de Toupin |                                                                           | 48° 31′ 03″ nord, 2° 44′ 51″ ouest | « PA22000046 » | Inscrit        | 2014             | Viaduc de Toupin |